# Ем Си Файв
„Ем Си Файв“ (на английски: MC5) е американска рок група.
Създадена през 1964 година в Линкълн Парк, тя получава широка известност с дебютния си албум „Kick Out the Jams“. Енергичният им стил съчетава класически рокенрол с елементи на гаражен рок, хардрок, блус рок и психеделичен рок, а връзките им с крайнолеви политически групи и радикалните им текстове оказват влияние върху движението на контракултурата. Групата се разпада през 1972 година, като се събира неколкократно десетилетия по-късно.